# Одинак, Мирослав Михайлович
Мирослав Михайлович Одинак (род. 19 января 1946 года, с. Боровцы, Кицманский район, Черновицкая область, УССР, СССР) — советский и российский невролог, полковник медицинской службы, член-корреспондент РАМН (2005), член-корреспондент РАН (2014).

## Биография
Родился 19 января 1946 года в селе Боровцы Кицманского района Черновицкой области УССР.
В 1969 году — окончил военно-медицинский факультет Саратовского военно-медицинского института.
После окончания ВУЗа проходил службу в войсковом звене в должности старшего врача — начальника медицинского пункта частей Военно-воздушных сил в поселке Сеща Брянской области.
С 1973 года — работает в Военно-медицинской академии имени С. М. Кирова, где прошел путь от ординатора при кафедре нервных болезней до старшего преподавателя кафедры нервных болезней (1990), начальника кафедры нервных болезней — Главного невропатолога МО РФ (1994), заведующего кафедрой нервных болезней — Главного невролога МО РФ (2006), профессор кафедры нервных болезней ВМА (с 2014 года).
В 1980 году — защитил кандидатскую, а в 1995 году — докторскую диссертацию, тема: «Неврология сочетанной черепно-мозговой травмы».
В 1995 году — присвоено учёное звание профессора.
В 2005 году — избран членом-корреспондентом РАМН.
В 2014 году — стал членом-корреспондентом РАН (в рамках присоединения РАМН и РАСХН к РАН).

## Научная деятельность
Ведет научные исследования, посвященные травматологическим повреждениям центральной нервной системы в условиях мирного и военного времени, воздействиям экстремальных факторов на нервную систему, травмам периферических нервов.
Автор более 600 научных трудов, в том числе 11 монографий (среди них монография «Неврология контузионно-коммоционных повреждений мирного и военного времени»), 47 руководств для врачей, учебников, учебных пособий, методических пособий и рекомендаций, справочников (среди них «Клиническая диагностика в неврологии» (2007), «Указания по военной неврологии и психиатрии» (2007), «Заболевания и травмы периферической нервной системы» (2008), «Топическая диагностика заболеваний и травм нервной системы» (2010), «Нервные болезни» (2014)).
Член редсовета журнала «Доктор.Ру».
Под его руководством защищены 20 докторских и 42 кандидатских диссертации.

## Награды
- Орден «Знак Почёта»
- Заслуженный врач Российской Федерации (1995)[2]
- Знак отличия «За безупречную службу»
- Почётный доктор ВМА (2011)